# Tinpan Orange
Tinpan Orange é uma banda de indie folk de Melbourne, na Austrália. Eles se formaram em 2005 depois de terem sido descobertos nas ruas de Darwin, na Austrália. A banda é um trio de músicos, formada por Emily Lubitz como vocalista e guitarrista, com seu irmão Jesse Lubitz como guitarrista e Alex Burkoy como violinista. O estilo da banda é uma música folclórica altamente estilizada, combinada com o romantismo.
Seu álbum de estréia, Aroona Palace apresenta Harry Angus e Ollie McGill do The Cat Empire. Seu segundo álbum, Death, Love & Buildings apresenta Renee Geyer.
Em 2012, a vocalista Emily Lubitz forneceu os vocais para Dumb Ways to Die, uma campanha de anúncios de serviço público da Metro Trains Melbourne que rapidamente se tornou um hit viral na Internet, com mais de 130 milhões de visualizações no YouTube. Eles ganharam a atenção do público com o lançamento do single "Barcelona", que recebeu o maior tempo de rádio na Austrália em Triple J. A faixa mais recente, "Love is a Dog", alcançou o 16.º lugar nos rankings do AIR, ao receber críticas positivas em The Age e The Sydney Morning Herald.
Eles foram indicados e ganharam prêmios de música em sua Austrália natal, incluindo o prêmio Triple J Unearthed em 2013. Até o momento, eles lançaram cinco álbuns, incluindo Aroona Palace (2005), Morte, Amor e Edifícios (2007), The Bottom of the Lake (2009), Over the Sun (2012) e Love is a Dog (2016).

## História
A Tinpan Orange foi fundada em 2005 com três membros principais da banda, irmão e irmã Emily e Jesse Lubitz, com Alex Burkoy no violino. A banda lançou seu primeiro álbum durante o mesmo ano, com Peter Jones na bateria. O álbum foi intitulado Aroona Palace e foi relançado em 2009 devido à demanda popular.
O segundo álbum da banda, Death Love and Buildings, foi lançado em 2007, o primeiro a ser lançado pela Vitamin Records. Joel Witenberg substituiu Peter Jones na bateria e Gidon Symons tocou baixo. Renee Geyer aparece em uma participação vocal de apoio.
Em 2009, Tinpan Orange lançou seu terceiro álbum de estúdio, The Bottom of the Lake. O álbum foi produzido por Harry Angus do The Cat Empire. Tinpan Orange passou os dois anos seguintes em turnê.
The Bottom of the Lake foi gravado entre dois home studios na Austrália, em Melbourne e em Fairhaven. O álbum foi mixado e masterizado por Adam Rhodes e Ross Cockle, respectivamente. Após o lançamento do álbum, a primeira faixa a ser lançada foi intitulada Lovely. A faixa incluiu os vocais de Emily Lubitz, com Alex Burkoy nas cordas.
Eles retornaram com seu quarto álbum de estúdio em 2012, Over the Sun. Antes da gravação do álbum, o baterista Daniel Farrugia (Missy Higgins, Angus e Julia Stone) se juntou à banda. O álbum foi produzido por Steven Schram (Clairy Browne e Bangin Rackettes, San Cisco) e lançado pela Vitamin Records. O álbum continha a faixa Round the Twist, que era uma versão da música tema do programa infantil de televisão de mesmo nome.
Tinpan Orange venceu Triple J Unearthed e foi indicado ao prêmio The Age Music Victoria Genre de Melhor Álbum de Folk/Roots por 'Over the Sun' em 2013. Durante o mesmo ano, Emily Lubitz apareceu no popular programa da SBS, RocKwiz, onde ela cantou um dueto cover de Hall and Oats com Paul Dempsey.
Em 2016, seu último álbum, Love is a Dog, recebeu cobertura da Rolling Stone, listando a faixa como uma primeira faixa em seu site. Na mesma época, o álbum também recebeu críticas positivas na mídia australiana. Notavelmente no Sydney Morning Herald.

## Membros
- Emily Lubitz — vocais, violão
- Jesse Lubitz — guitarra, vocais
- Alex Burkoy — violino, bandolim e violão

## Vida pessoal
Emily e Jesse são irmãos. Emily é casada com Harry Angus desde 2010. Eles têm dois filhos juntos.

## Discografia

### Álbuns de estúdio
- Aroona Palace (2005)
- Death, Love & Buildings (2007)
- The Bottom of the Lake (2009})
- Over the Sun (2012)
- Love Is a Dog (2016)